# قلب أمريكا (فلم 2002)
قلب أمريكا (بالإنجليزية: Heart of America) هو فيلم دراما تم إنتاجه في كندا وألمانيا وصدر سنة 2002 بطولة يورغن بروكناو وباتريك مولدون وبريندان فليتشر.

## القصة
في اليوم الأخير من المدرسة يقرر مراهقان الانتقام من المتنمرين عليهم.

## الميزانية والإيرادات
كلف الفيلم 5 مليون دولار.

## وصلات خارجية
- مقالات تستعمل روابط فنية بلا صلة مع ويكي بيانات